# Colorado (film, 1966)
Pour les articles homonymes, voir Colorado (homonymie).
Série
Saludos hombre
(1968)
Pour plus de détails, voir Fiche technique et Distribution.
Colorado (titre original : La resa dei conti) est un western spaghetti italo-espagnol écrit et réalisé par Sergio Sollima, sorti en 1966. 
Colorado,  qui  associe Lee Van Cleef et Tomás Milián ainsi que Fernando Sancho, inaugure la "trilogie" des westerns de Sollima où figure de manière récurrente Tomás Milián, précédant Le Dernier Face à face (1967), et Saludos hombre (1968) qui en est la suite.

## Synopsis
Jonathan « Colorado » Corbett se voit mettre en tête de liste pour les élections sénatoriales : chasseur de primes hors pair, il a tué de nombreux bandits au Texas et fait montre d'un grand courage. On lui impose uniquement de soutenir un projet de ligne de chemin de fer qui doit traverser l'État. Mais apprenant que Cuchillo, un bandit notoire, vient de tuer une fillette de douze ans après l'avoir violée, il se lance dans une chasse à l'homme.

## Fiche technique
- Titre français : Colorado
- Titre original italien : La resa dei conti (litt. « Le règlement de comptes »)
- Titre espagnol : El halcón y la presa (litt. « Le faucon et la proie »)
- Titre anglais : The Big Gundown (litt. « La grande fusillade »)
- Réalisateur : Sergio Sollima
- Scénario : Sergio Sollima, Sergio Donati
- Photographie : Carlo Carlini
- Montage : Gaby Penalba
- Musique : Ennio Morricone, dirigé par Bruno Nicolai
- Producteur : Alberto Grimaldi
- Société de production: Produzioni Europee Associati
- Pays d'origine :  Italie |  Espagne
- Langue : italien
- Genre : Western
- Format : Couleur - 35mm - 2,35:1 - son monophonique
- Durée : 91 minutes (montage original), 111 minutes (version du réalisateur)
- Dates de sortie : 
  -  Espagne : 29 novembre 1966
  -  France : 4 juin 1969
- Affiches : Macario Gómez Quibus (Espagne), Jean Mascii (France)

## Distribution

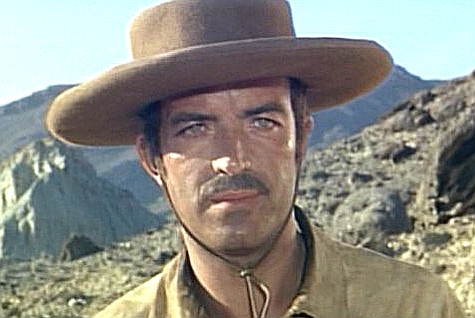
Angel del Pozo dans le rôle de Chet Miller

- Tomás Milián (VF : Gérard Hernandez) : Manuel « Cuchillo » Sanchez
- Lee Van Cleef (VF : Jacques Deschamps) : Jonathan « Colorado » Corbett
- Walter Barnes (VF : Pierre Gay) : Brokston
- Luisa Rivelli (VF : Marion Loran) : Lizzie Miller, la prostituée
- Fernando Sancho (VF : Albert Médina) : Capitaine Segura
- Maria Granbada (VF : Tamila Mesbah) : Rosiata, l'épouse de Cuchillo
- Spartaco Conversi (VF : Albert Augier) : le geôlier mexicain
- Nieves Navarro (VF : Paule Emanuele) : la veuve
- Gérard Herter (VF : Yves Brainville) : le baron von Schulenberg
- José Luis Zalde (VF : Jean-Henri Chambois) : le barbier mexicain
- Angel del Pozo : Chet Miller
- Roberto Camardiel (VF : Jean-François Laley) : le shérif Jellicol
- Barta Barri (VF : Edmond Bernard) : le hors-la-loi à la barbe grise
- Luis Barboo (VF : Georges Atlas) : l'homme de main blond du ranch
- Romano Puppo (VF : Jean-Henri Chambois) : un homme de main du ranch